# 浙江岩荠
浙江岩荠（学名：Cochlearia warburgii）为十字花科岩荠属下的一个种。

## 扩展阅读
- 維基物種上的相關：浙江岩荠